# Berbusa
Berbusa (arag. Bergusa) - opuszczona miejscowość w Hiszpanii, w Aragonii, w prowincji Huesca, w comarce Alto Gállego, w gminie Biescas.
Według danych INE z 1999 roku miejscowość nie była zamieszkiwana przez żadną osobę. Wysokość bezwzględna miejscowości jest równa 968 metrów. Kod pocztowy do miejscowości to 22630.
31 sierpnia w miejscowości odbywają się fiesty związane ze świętem San Ramón Nonato, a 29 października związane ze św. Euzebią.